# フィリップス・イドウ
フィリップス・イドウ（Phillips Olaosebikan Idowu、1978年12月30日 - ）は、イギリスの男子陸上競技選手。2008年北京オリンピックの銀メダリストである。ハックニー・ロンドン特別区出身。

## 経歴
イドウは学生のころはバスケットボールとアメリカンフットボールの優秀な選手であった。しかし、ジュニアのころもっとも成功を収めたのは陸上競技であった。1997年に、イギリスの学生選手権とイギリスU20選手権の三段跳を制し注目を浴びた。同年のヨーロッパジュニア選手権では4位という成績を収めている。2000年には、世界ランクも10位以内まで上昇。シドニーオリンピックに出場し、6位入賞を果たした。
イドウが初めて大きな国際大会でメダルを獲得したのは、2002年のコモンウェルスゲームズである。この大会では、17m68の自己ベストで、同じイングランドのジョナサン・エドワーズに次いで銀メダルを獲得した。しかし、同年のヨーロッパ選手権では5位に終わっている。
イドウは、ひざの手術のため2003年のシーズンを棒に振る。2004年にアテネオリンピックに出場するため競技に復帰。予選では17m33を跳び2位で決勝進出を果たした。しかし、決勝では記録なしに終わった。
イドウは、2006年3月、メルボルンで開催されたコモンウェルスゲームズに出場。17m45で金メダルを獲得する。しかし、夏に行われたヨーロッパ選手権まで好調を維持できず5位に終わってしまう。
イドウは、2008年の世界室内選手権を制し、初めての世界タイトルを獲得する。優勝記録の17m75は、かつてのライバルであったエドワーズの記録を破る英国室内記録であった。優勝したイドウは、プレゼンターを務めたエドワーズから金メダルを授与された。
8月の北京オリンピックに向けて、イドウは、イギリスの代表選考試合に出場。17m58の2当年の世界ランクトップの記録でオリンピック出場を決める。北京の決勝では、3回目に17m62を跳びいったんはトップにたったものの、ポルトガルのネルソン・エボラに4回目に逆転され、イドウは銀メダルに終わった。試合後のインタビューでは残念な表情を浮かべたものの、4年後のロンドンオリンピックへの挑戦を語った。
2009年世界陸上ベルリン大会において、17m73の屋外自己ベスト記録で優勝した。

フィリップス・イドウの跳躍（2008年北京）

## 自己ベスト
- 走幅跳7m56 (2006年)
- 三段跳17m81 (2010年)
- 三段跳（室内）17m75 (2008年)

## 主な実績
| 年   | 大会                         | 場所                       | 種目   | 結果 | 記録  |
| ---- | ---------------------------- | -------------------------- | ------ | ---- | ----- |
| 2000 | オリンピック                 | シドニー(オーストラリア)   | 三段跳 | 6位  | 17m08 |
| 2001 | 世界陸上選手権               | エドモントン(カナダ)       | 三段跳 | 9位  | 16m60 |
| 2002 | コモンウェルスゲームズ       | マンチェスター(イギリス)   | 三段跳 | 2位  | 17m68 |
| 2002 | ヨーロッパ陸上選手権         | ミュンヘン(ドイツ)         | 三段跳 | 5位  | 16m92 |
| 2004 | オリンピック                 | アテネ(ギリシャ)           | 三段跳 | 12位 | DNQ   |
| 2006 | コモンウェルスゲームズ       | メルボルン(オーストラリア) | 三段跳 | 1位  | 17m45 |
| 2006 | ヨーロッパ陸上選手権         | イェーテボリ(スウェーデン) | 三段跳 | 5位  | 17m02 |
| 2007 | ヨーロッパ室内陸上選手権     | バーミンガム(イギリス)     | 三段跳 | 1位  | 17m56 |
| 2007 | 世界陸上選手権               | 大阪(日本)                 | 三段跳 | 6位  | 17m09 |
| 2008 | 世界室内陸上選手権           | バレンシア(スペイン)       | 三段跳 | 1位  | 17m75 |
| 2008 | オリンピック                 | 北京(中国)                 | 三段跳 | 2位  | 17m62 |
| 2009 | 世界陸上競技選手権大会       | ベルリン(ドイツ)           | 三段跳 | 1位  | 17m73 |
| 2010 | ヨーロッパ陸上競技選手権大会 | バルセロナ(スペイン)       | 三段跳 | 1位  | 17m81 |
| 2010 | IAAFコンチネンタルカップ     | スプリト(クロアチア)       | 三段跳 | 3位  | 17m24 |
| 2011 | 世界陸上競技選手権大会       | 大邱(韓国)                 | 三段跳 | 2位  | 17m77 |